# 하지만 나는 치어리더예요
《하지만 나는 치어리더예요》(영어: But I'm a Cheerleader)는 1999년 제작된 미국의 풍자 십대 로맨틱 코미디 영화이다. 제이미 배빗의 감독 데뷔작이다.

## 줄거리
17살 졸업반 치어리더 메건은 미식축구 선수 재러드와 사귀지만 동료 치어리더들에게 눈길이 간다. 게다가 채식주의와 멀리사 에서리지에게 관심을 보이자 가족과 친구들은 메건을 레즈비언으로 의심하기 시작한다.  
결국 메건은 전환 치료 캠프인 트루 디렉션스에 보내져 2달을 보내게 된다. 프로그램은 동성애 인정하기-성정체성 재발견하기-동성애 성향 원인 찾기-이성 이해하기-성교 모의실험 하기 총 5단계로 진행된다.  
하지만 메건은 이곳에서 만난 대학생 그레이엄과 연애 관계로 발전해가는데...  

## 출연
- 너타샤 리온 - 메건 블룸필드 역
- 클리아 듀발 - 그레이엄 이턴, 대학생, 레즈비언 역
- 캐시 모리아티 - 메리 J. 브라운, 캠프 감독 역
- 루폴 - 마이크, 전 게이 역
- 밍크 스톨 - 낸시 블룸필드, 메건의 어머니 역
- 버드 코트 - 피터 블룸필드, 메건의 아버지 역
- 에디 시브리언 - 록, 메리의 아들, 게이 역
- 멜러니 린스키 - 힐러리 밴더뮬러 역
- 웨슬리 맨 - 로이드 모건고든, 탈탈동성애자 역
- 리처드 몰 - 래리 모건고든, 탈탈동성애자 역
- 킵 파듀 - 클레이턴 던, 게이, 소매점 직원 역
- 단테이 바스코 - 돌프, 게이, 대학 레슬링 선수 역
- 브랜트 윌리 - 재러드, 메건의 남자친구 역
- 더글러스 스페인 - 안드레이 역
- 캐서린 타운 - 시네이드 로런 역
- 미셸 윌리엄스 - 킴벌리 역
- 쥘리 델피 - 립스틱 레즈비언 역
- 케이티 도너휴
- 대니엘 러네이

## 기타 제작진
- 라인 제작: 에피 브라운
- 미술: 레이철 캐머먼
- 의상: 앨릭스 L. 프리드버그